# Carlo Molari
Carlo Molari (* 25. Juli 1928 in Cesena; † 19. Februar 2022 ebenda) war ein italienischer Geistlicher und römisch-katholischer Theologe, Dogmatiker und Kirchenrechtler.

## Leben
Carlo Molari empfing nach seiner theologischen Ausbildung 1952 die Priesterweihe. Er wurde in dogmatischer Theologie und zudem Kanonischem Recht an der Päpstlichen Lateranuniversität promoviert. Nach seiner Ernennung zum Monsignore war Molari von 1961 bis 1968 in der Abteilung für Lehre des Heiligen Offiziums, dem heutigen Dikasterium für die Glaubenslehre, tätig und war im Sekretariat der Lehrkommission des Zweiten Vatikanischen Konzils tätig. Von 1972 bis 1981 war er Sekretär der Italienischen Theologischen Vereinigung (italienisch Associazione Teologica italiana). Zudem lehrte er Dogmatik an der Päpstlichen Lateranuniversität (1955–1958), der Päpstlichen Universität Gregoriana (1966–1976) und der Päpstlichen Universität Urbaniana (1962–1978).
Molari galt als einer der bekanntesten Theologen Italiens. In den 70er Jahren wurden einige seiner Thesen als nicht lehrkonform angesehen. Das 1974 von Molari verfasste Buch «La fede e il suo linguaggio» (Der Glaube und seine Sprache), inspiriert durch die Theologie von Pierre Teilhard de Chardin SJ, wurde von der Kongregation für die Glaubenslehre als nicht mit der katholischen Lehre übereinstimmend beurteilt. 1977 wurde er schließlich aufgefordert seine Lehrtätigkeit einzustellen. Daher ging Molari vorzeitig in den Ruhestand und beendete seine Lehrtätigkeit im Jahr 1978. Weiterhin war er als Autor zahlreicher Bücher und Artikel tätig wie auch als Teilnehmer an Tagungen und Konferenzen. Er war Mitglied des Konsultationsausschusses der Sektion Dogmatik der internationalen Zeitschrift Concilium. 
Von  1967 bis 2011 war er als Seelsorger am Institut San Leone Magno der Maristen-Schulbrüder in Rom tätig. Er starb im Alter von 93 Jahren im Altersheim „Don Baronio“ in seiner Geburtsstadt Cesena.

## Schriften (Auswahl)
- Tra le numerose pubblicazioni ricordiamo: Teologia e diritto canonico in San Tommaso, Laterano, Rom 1962.
- La fede e il suo linguaggio, Cittadella, Assisi 1972.
- Darwinismo e teologia cattolica, Borla, Rom 1984.
- La storia nella teologia cattolica post-conciliare, in AA.VV., Il Concilio venti anni dopo. L’ingresso della categoria della storia, AVE, Roma 1985.
- Per un progetto di vita, Borla, Rom 1985.
- Un passo al giorno, Cittadella, Assisi 1985.
- Le conversioni di un teologo, in AA.VV., Essere teologi oggi. Dieci storie, Marietti 1986.
- Il linguaggio della catechesi, Paoline, Rom 1987.
- La fede nel Dio di Gesù, Camaldoli 1991.
- La fede professata. Catechismo della chiesa cattolica e modelli teologici, Paoline 1996.
- Percorsi comunitari di fede, Borla, 2000.
- zusammen mit M. Bellet und M. Cacciari: Il cristianesimo sta morendo?, Coop. L’Altrapagina, 2001.
- Credenti laicamente nel mondo, Cittadella, Assisi 2006.
- Per una spiritualità adulta, Cittadella, Assisi 2007.